# كريمان أبو الجدايل
كريمان أبو الجدايل (11 مايو 1994) هي عداءة سعودية. نافست في بطولة سباق 100 متر للسيدات في دورة الألعاب الأولمبية الصيفية 2016. كانت أول امرأة من المملكة العربية السعودية تنافس في هذا الحدث. تم إستبعادها من الأولمبياد بعدما حصلت على المركز بعد السابع في الجولة الأولية في زمن قدره 14.61 ثانية.
ارتدت زي أسود كامل على جسدها حسب الثقافة في المملكة العربية السعودية. كريمان تابعت نفس منهاج العداءة السعودية سارة العطار التي كانت قد شاركت في الألعاب الأولمبية الصيفية 2012. السعودية تعرضت في وقت سابق للتهديد من قبل إدارة الألعاب الأولمبية بحظر مشاركتها القادمة إذا لم يشمل الوفد الرياضي السعودي على أي إمراه رياضية. ومع ذلك لم تحقق كريمان إنجاز واسع في وطنها حسب ماذكرته صحيفة واحدة إنتقدت هذا الأمر.

## روابط خارجية
- كريمان أبو الجدايل على موقع الاتحاد الدولي لألعاب القوى (الإنجليزية)
- كريمان أبو الجدايل على موقع أوليمبيديا (الإنجليزية)